# Zwemmen op de Olympische Zomerspelen 1956

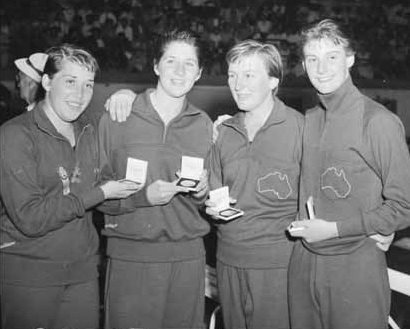
De vier Australische zwemmers die goud hadden gewonnen in 1956.

Zwemmen is een van de sporten die beoefend werden tijdens de Olympische Zomerspelen 1956 in Melbourne.

## Heren

### 100 m vrije slag
| rang   | sporter        | land | tijd    |
| ------ | -------------- | ---- | ------- |
| Goud   | Jon Henricks   | AUS  | WR 55.4 |
| Zilver | John Devitt    | AUS  | 55.8    |
| Brons  | Gary Chapman   | AUS  | 56.7    |
| 4      | Reid Patterson | USA  | 57.2    |
| 5      | Richard Hanley | USA  | 57.6    |
| 6      | Bill Woolsey   | USA  | 57.6    |
| 7      | Atsushi Tani   | JPN  | 58.0    |
| 8      | Aldo Eminente  | FRA  | 58.1    |

### 400 m vrije slag
| rang   | sporter           | land | tijd      |
| ------ | ----------------- | ---- | --------- |
| Goud   | Murray Rose       | AUS  | OR 4:27.3 |
| Zilver | Tsuyoshi Yamanaka | JPN  | 4:30.4    |
| Brons  | George Breen      | USA  | 4:32.5    |
| 4      | Kevin O'Halloran  | AUS  | 4:32.9    |
| 5      | Hans Zierold      | EUA  | 4:34.6    |
| 6      | Gary Winram       | AUS  | 4:34.9    |
| 7      | Koji Nonoshita    | JPN  | 4:38.2    |
| 8      | Angelo Romani     | ITA  | 4:41.7    |

### 1500 m vrije slag
| rang   | sporter           | land | tijd    |
| ------ | ----------------- | ---- | ------- |
| Goud   | Murray Rose       | AUS  | 17:58.9 |
| Zilver | Tsuyoshi Yamanaka | JPN  | 18:00.3 |
| Brons  | George Breen      | USA  | 18:08.2 |
| 4      | Murray Garretty   | AUS  | 18:26.5 |
| 5      | William Slater    | CAN  | 18:38.1 |
| 6      | Jean Boiteux      | FRA  | 18:38 3 |
| 7      | Yukiyoshi Aoki    | JPN  | 18:38.3 |
| 8      | Gary Winram       | AUS  | 19:06.2 |

George Breen zwom een WR in de series, tijd 17:52.9 min.

### 100 m rugslag
| rang   | sporter           | land | tijd      |
| ------ | ----------------- | ---- | --------- |
| Goud   | David Theile      | AUS  | WR 1:02.2 |
| Zilver | John Monckton     | AUS  | 1:03.2    |
| Brons  | Frank McKinney    | USA  | 1:04.5    |
| 4      | Robert Christophe | FRA  | 1:04.9    |
| 5      | John Hayres       | AUS  | 1:05.0    |
| 6      | Graham Sykes      | GBR  | 1:05.6    |
| 7      | Albert Wiggins    | USA  | 1:05.8    |
| 8      | Yoshinobu Oyakawa | USA  | 1:06.9    |

### 200 m schoolslag
| rang   | sporter            | land | tijd      |
| ------ | ------------------ | ---- | --------- |
| Goud   | Masaru Furukawa    | JPN  | OR 2:34.7 |
| Zilver | Masahiro Yoshimura | JPN  | 2:36.7    |
| Brons  | Charis Joenitsjev  | URS  | 2:36.8    |
| 4      | Terry Gathercole   | AUS  | 2:38.7    |
| 5      | Igor Zasjeda       | URS  | 2:39.0    |
| 6      | Knud Gleie         | DEN  | 2:40.0    |
| 7      | Manuel Sanguily    | CUB  | 2:42.0    |
| —      | Hugues Broussard   | FRA  | DQ        |

Oude schoolslag records waren niet meer geldig vanwege gewijzigde regels in 1953, toen de FINA besloot een scheiding te maken tussen schoolslag en vlinderslag.

### 200 m vlinderslag
| rang   | sporter             | land | tijd   |
| ------ | ------------------- | ---- | ------ |
| Goud   | Bill Yorzyk         | USA  | 2:19.3 |
| Zilver | Takashi Ishimoto    | JPN  | 2:23.8 |
| Brons  | György Tumpek       | HUN  | 2:23.9 |
| 4      | Jack Nelson         | USA  | 2:26.6 |
| 5      | John Marshall       | AUS  | 2:27.2 |
| 6      | Eulalio Ríos Alemán | MEX  | 2:27.3 |
| 7      | Brian Wilkinson     | AUS  | 2:29.7 |
| 8      | Alecsandru Popescu  | ROU  | 2:31.0 |

Bill Yorzyk zwom een OR in de series, tijd 2:18.6 min.

### 4x200 m vrije slag
| rang   | sporters                                                                                           | land | tijd      |
| ------ | -------------------------------------------------------------------------------------------------- | ---- | --------- |
| Goud   | Kevin O'Halloran John Devitt Murray Rose Jon Henricks Gary Chapman Graham Hamilton Murray Garretty | AUS  | WR 8:23.6 |
| Zilver | Richard Hanley George Breen Bill Woolsey Ford Konno Perry Jecku Richard Tanabe                     | USA  | 8:31.5    |
| Brons  | Vitali Sorokin Vladimir Stroezjanov Gennadi Nikolajev Boris Nikitin                                | URS  | 8:34.7    |
| 4      | Manabu Koga Atsushi Tani Koji Nonoshita Tsuyoshi Yamanaka                                          | JPN  | 8:36.6    |
| 5      | Hans Köhler Hans-Joachim Reich Hans Zierold Horst Bleeker                                          | EUA  | 8:43.4    |
| 6      | Kenneth Williams Ronald Roberts Neil McKechnie John Wardrop                                        | GBR  | 8:45.2    |
| 7      | Federico Dennerlein Paolo Galletti Guido Elmi Angelo Romani                                        | ITA  | 8:46.2    |
| 8      | William Steuart Anthony Briscoe Dennis Ford Peter Duncan                                           | RSA  | 8:49.5    |

## Dames

### 100 m vrije slag
| rang   | sporter         | land | tijd      |
| ------ | --------------- | ---- | --------- |
| Goud   | Dawn Fraser     | AUS  | WR 1:02.0 |
| Zilver | Lorraine Crapp  | AUS  | 1:02.3    |
| Brons  | Faith Leech     | AUS  | 1:05.1    |
| 4      | Joan Rosazza    | USA  | 1:05.2    |
| 5      | Virginia Grant  | CAN  | 1:05.4    |
| 6      | Shelley Mann    | USA  | 1:05.6    |
| 7      | Marrion Roe     | NZL  | 1:05.6    |
| 8      | Natalie Myburgh | RSA  | 1:05.8    |

### 400 m vrije slag
| rang   | sporter          | land | tijd      |
| ------ | ---------------- | ---- | --------- |
| Goud   | Lorraine Crapp   | AUS  | OR 4:54.6 |
| Zilver | Dawn Fraser      | AUS  | 5:02.5    |
| Brons  | Sylvia Ruuska    | USA  | 5:07.1    |
| 4      | Marley Shriver   | USA  | 5:12.9    |
| 5      | Ripszima Székely | HUN  | 5:14.2    |
| 6      | Sandra Morgan    | AUS  | 5:14.3    |
| 7      | Héda Frost       | FRA  | 5:15.4    |
| 8      | Valéria Gyenge   | HUN  | 5:21.0    |

### 100 m rugslag
| rang   | sporter           | land | tijd      |
| ------ | ----------------- | ---- | --------- |
| Goud   | Judith Grinham    | GBR  | OR 1:12.9 |
| Zilver | Carin Cone        | USA  | 1:12.9    |
| Brons  | Margaret Edwards  | GBR  | 1:13.1    |
| 4      | Helga Schmidt     | EUA  | 1:13.4    |
| 5      | Maureen Murphy    | USA  | 1:14.1    |
| 6      | Julie Hoyle       | GBR  | 1:14.3    |
| 7      | Sara Barber       | CAN  | 1:14.3    |
| 8      | Gerganyia Beckitt | AUS  | 1:14.7    |

### 200 m schoolslag
| rang   | sporter             | land | tijd      |
| ------ | ------------------- | ---- | --------- |
| Goud   | Ursula Happe        | EUA  | OR 2:53.1 |
| Zilver | Éva Székely         | HUN  | 2:54.8    |
| Brons  | Eva-Maria ten Elsen | EUA  | 2:55.1    |
| 4      | Vinka Jeričević     | YUG  | 2:55.8    |
| 5      | Klára Killermann    | HUN  | 2:56.1    |
| 6      | Helen McKay         | GBR  | 2:56.1    |
| 7      | Mary Sears          | USA  | 2:57.2    |
| 8      | Christine Gosden    | GBR  | 2:59.2    |

Oude schoolslag records waren niet meer geldig vanwege gewijzigde regels in 1953, toen de FINA besloot een scheiding te maken tussen schoolslag en vlinderslag.

### 100 m vlinderslag
| rang   | sporter             | land | tijd      |
| ------ | ------------------- | ---- | --------- |
| Goud   | Shelley Mann        | USA  | OR 1:11.0 |
| Zilver | Nancy Ramey         | USA  | 1:11.9    |
| Brons  | Mary Sears          | USA  | 1:14.4    |
| 4      | Mária Littomeritzky | HUN  | 1:14.9    |
| 5      | Beverly Bainbridge  | AUS  | 1:15.2    |
| 6      | Jutta Langenau      | GDR  | 1:17.4    |
| 7      | Elizabeth Whittall  | CAN  | 1:17.9    |
| 8      | Sara Barber         | CAN  | 1:18.4    |

### 4x100 m vrije slag
| rang   | sporters                                                                                     | land | tijd      |
| ------ | -------------------------------------------------------------------------------------------- | ---- | --------- |
| Goud   | Dawn Fraser Faith Leech Sandra Morgan Lorraine Crapp Margaret Gibson                         | AUS  | WR 4:17.1 |
| Zilver | Sylvia Ruuska Shelley Mann Nancy Simons Joan Rosazza Betty Brey Kathryn Knapp Marley Shriver | USA  | 4:19.2    |
| Brons  | Jeanette Myburgh Susan Roberts Natalie Myburgh Moira Abernethy                               | RSA  | 4:25.7    |
| 4      | Ingrid Künzel Hertha Haase Katharine Jansen Birgit Klomp                                     | EUA  | 4:26.1    |
| 5      | Helen Stewart Gladys Priestley Sara Barber Virginia Grant                                    | CAN  | 4:28.3    |
| 6      | Anita Hellström Birgitta Wängberg Anna Larsson Kate Jobson                                   | SWE  | 4:30.0    |
| 7      | Mária Littomeritzky Katalin Szőke Judit Temes Valéria Gyenge                                 | HUN  | 4:31.1    |
| 8      | Frances Hogben Judith Grinham Margaret Girvan Fearne Ewart                                   | GBR  | 4:35.8    |

## Medaillespiegel
| rang   | land               | goud | zilver | brons | totaal |
| ------ | ------------------ | ---- | ------ | ----- | ------ |
| 1      | Australië          | 8    | 4      | 2     | 14     |
| 2      | Verenigde Staten   | 2    | 4      | 5     | 11     |
| 3      | Japan              | 1    | 4      | 0     | 5      |
| 4      | Duits eenheidsteam | 1    | 0      | 1     | 2      |
| 4      | Groot-Brittannië   | 1    | 0      | 1     | 2      |
| 6      | Hongarije          | 0    | 1      | 1     | 2      |
| 7      | Sovjet-Unie        | 0    | 0      | 2     | 2      |
| 8      | Zuid-Afrika        | 0    | 0      | 1     | 1      |
| totaal | totaal             | 13   | 13     | 13    | 39     |